# شرکت وور

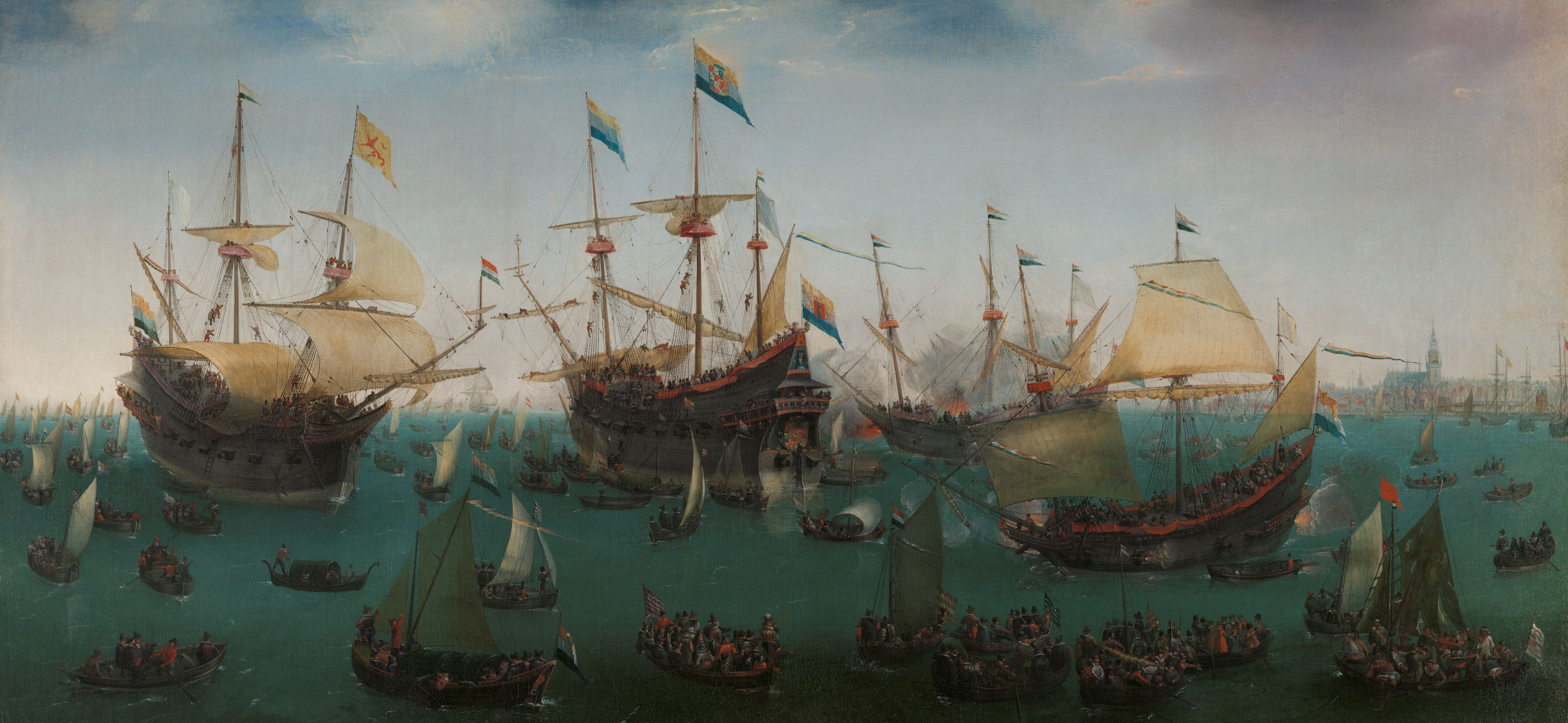
بازگشت دومین سفر اکتشافی آسیایی یاکوب ون نک در سال ۱۵۹۹ توسط کورنلیس ورووم (حدود ۱۵۹۱–۱۶۶۱)

شرکت وور (انگلیسی: Voorcompagnie) (پیش شرکت) نامی است که به شرکت‌های بازرگانی از جمهوری هلند داده می‌شود که در آسیا بین سال‌های ۱۵۹۴ تا ۱۶۰۲، قبل از ادغام و تشکیل کمپانی هند شرقی هلند، تجارت می‌کردند. پیش شرکت‌ها توسط بازرگانان هلند شمالی و مهاجران ثروتمند از هلند جنوبی تأمین مالی می‌شدند.